# Распай, Жан
Жан Распай (5 июля 1925 — 13 июня 2020) — французский писатель

, путешественник и исследователь. Автор ряда книг об исторических деятелях, исследованиях, а также коренных народах. Лауреат ряда премий французской академии.
За границами Франции более всего известен как автор книги «Лагерь святош», в которой описана Франция через 25 лет (книга написана в 1973 году), в которой произошло замещение коренного населения мигрантами из Азии.

## Биография
Распай родился 5 июля 1925 года в Эндр и Луара, в семье директора фабрики Октава Распайя и Маргариты Ше. Он посещал частный католический Лицей Сен-Жан-де-Пасси в Париже, Институт Святой Марии д'Антони и Школу де Рош в Верней-сюр-Авре.
В течение первых двадцати лет своей карьеры Распай путешествовал по миру. Он возглавил автомобильный поход по Огненной Земле на Аляску в 1950–52 годах, а в 1954 году — французскую исследовательскую экспедицию на землю инков. Распайль занимал должность генерального консула Королевства Араукания и Патагония. В 1981 году его роман «Moi, Antoine de Tounens, roi de Patagonie» («Я, Антуан де Тунан, король Патагонии») получил Большую премию Французской академии.
Его традиционный католицизм служит источником вдохновения для многих его утопических работ, в которых показано, что идеологии коммунизма и либерализма терпят крах и восстанавливается католическая монархия. В его романе 1990 года «Сир» в Реймсе в феврале 1999 года коронуется французский король 18-летний Филипп Фарамон де Бурбон, прямой потомок последних французских королей.
В своей самой известной работе под названием «Лагерь святош» или «Стан избранных» (фр.: Le Camp des Saints) (1973) Распай предсказывает крах западной цивилизации в результате подавляющей «приливной волны» иммиграции из стран третьего мира. «Орды» мира восстают и, по словам драматурга Яна Аллена, «уничтожают белую расу». Книга переведена на английский, немецкий, испанский, итальянский, африкаанс, чешский, голландский, польский, Венгерский и португальский, по состоянию на 2006 год было продано более 500 000 копий. После «Лагеря святых» Распай написал другие романы, в том числе «Норт», «Сир» и «Кольцо рыбака». Распай подтвердил эти взгляды в статье, написанной в соавторстве с 1985 года («Будет ли Франция по-прежнему французской в 2015 году?») для журнала Le Figaro, где он заявил, что «доля неевропейского иммигрантского населения Франции будет расти, что поставит под угрозу выживание традиционных французских культура, ценности и идентичность».
Распай был кандидатом во Французскую академию в 2000 году, за что получил наибольшее количество голосов, но не получил большинства, необходимого для избрания на вакантное место Жана Гитона.
Статья Распайля в газете «Le Figaro» от 17 июня 2004 года под названием «Отечество, преданное Республикой», в которой он критиковал французскую иммиграционную политику, была подана в суд Международной лигой борьбы с расизмом и антисемитизмом на основании «разжигание расовой ненависти», однако 28 октября иск был отклонен судом.
В 1970 году Французская академия наградила Распайя премией Жана Вальтера за всю его работу. В 2007 году Французское географическое общество наградило его Большой медалью «Золотая медаль за исследования и путешествия» за всю свою работу.

## Адаптации
- Король Патагонии (Фр. Le Roi de Patagonie) (1990), мини–сериал от Жорж Кампана и Стефан Курка
- Le Jeu du roi (1991), фильм от Марка Эванса
- Голубой остров (Фр. L'Île bleue (2001), Фильм для ТВ от Надина Трентиньяна
- Sept cavaliers (2008–2010), трехтомный комикс от Жака Терпана
- Le Royaume de Borée (2011–2014), трехтомный комикс от Жака Терпана